# Campionati europei di tuffi 2015 - Trampolino 1 metro maschile
La gara dei tuffi dal trampolino 1 metro maschile dei campionati europei di tuffi 2015 si è svolta presso la  Piscina Nettuno di Rostock in Germania e vi hanno preso parte 25 atleti.

## Medaglie
| Posizione | Atleti            | Paese   |
| --------- | ----------------- | ------- |
| Oro       | Matthieu Rosset   | Francia |
| Argento   | Evgenii Novoselov | Russia  |
| Bronzo    | Oleh Kolodij      | Ucraina |

## Risultati
| Pos.    | Atleti            | Nazionalità   | Qualificazioni | Qualificazioni | Finale | Finale |
| Pos.    | Atleti            | Nazionalità   | Punti          | Pos.           | Punti  | Pos.   |
| ------- | ----------------- | ------------- | -------------- | -------------- | ------ | ------ |
| Oro     | Matthieu Rosset   | Francia       | 404,75         | 1              | 433,80 | 1      |
| Argento | Evgenii Novoselov | Russia        | 368,75         | 4              | 396,05 | 2      |
| Bronzo  | Oleh Kolodij      | Ucraina       | 373,45         | 3              | 391,10 | 3      |
| 4       | Illya Kvasha      | Ucraina       | 386,55         | 2              | 390,15 | 4      |
| 5       | Giovanni Tocci    | Italia        | 342,00         | 10             | 385,60 | 5      |
| 6       | Evgeny Kuznetsov  | Russia        | 350,25         | 8              | 381,75 | 6      |
| 7       | Constantin Blaha  | Austria       | 351,35         | 7              | 377,55 | 7      |
| 8       | Andrzej Rzeszutek | Polonia       | 338,85         | 11             | 365,10 | 8      |
| 9       | Oliver Homuth     | Germania      | 350,15         | 9              | 353,40 | 9      |
| 10      | Espen Bergslien   | Norvegia      | 329,90         | 12             | 335,45 | 10     |
| 11      | Andrea Chiarabini | Italia        | 356,85         | 6              | 327,90 | 11     |
| 12      | Freddie Woodward  | Gran Bretagna | 367,45         | 5              | 300,50 | 12     |
| 13      | Daniel Jensen     | Norvegia      | 318,80         | 13             |        |        |
| 14      | Nicolás García    | Spagna        | 314,00         | 14             |        |        |
| 15      | Benjamin Auffret  | Francia       | 311,15         | 15             |        |        |
| 16      | Jack Haslam       | Gran Bretagna | 305,10         | 16             |        |        |
| 17      | Joey van Etten    | Paesi Bassi   | 303,50         | 17             |        |        |
| 18      | Kacper Lesiak     | Polonia       | 302,70         | 18             |        |        |
| 19      | Héctor García     | Spagna        | 295,60         | 19             |        |        |
| 20      | Guillaume Dutoit  | Svizzera      | 280,45         | 20             |        |        |
| 21      | Bóta Botond       | Ungheria      | 264,20         | 21             |        |        |
| 22      | Jouni Kallunki    | Finlandia     | 263,90         | 22             |        |        |
| 23      | Andrei Pavluk     | Bielorussia   | 259,45         | 23             |        |        |
| 24      | Vinko Paradzik    | Svezia        | 253,00         | 24             |        |        |
| dns     | Timo Barthel      | Germania      | dns            | 25             |        |        |